# Branco Sai, Preto Fica
Branco Sai, Preto Fica é um filme de drama brasileiro de 2015 dirigido e escrito Adirley Queirós. O filme é uma mescla de ficção com documentário e conta a história de um grupo de jovens da periferia de Brasília que têm suas vidas marcadas após um acontecimento trágico. É protagonizado por Marquim da Tropa, Dilmar Durães, Gleide Firmino, Dj Jamaika e Shockito. 
O filme teve sua estreia em setembro de 2014 no Festival de Brasília, onde se saiu como o grande vencedor da cerimônia de premiação, e foi lançado no Brasil em 19 de março de 2015. Foi recebido como um grande sucesso de crítica que, no geral, avaliaram positivamente a crítica social que o contexto do filme provoca, além da montagem e direção misturando modalidades documentais e ficcionais.
Branco Sai, Preto Fica recebeu diversos prêmios e indicações. Em 2016, foi indicado pela Academia Brasileira de Cinema ao Grande Otelo de Melhor Roteiro Original. Ainda no mesmo ano, recebeu seis indicações ao Prêmio Guarani. Também foi premiado em festivais de cinemas de vários países, como no Festival de Cartagena, na Colômbia, e no Festival de Mar Del Plata, na Argentina.

## Sinopse
Nos anos 1980, em uma baile de black music na periferia de Brasília, ocorre uma ação policial onde dois homens acabam ficando feridos e têm suas vidas marcadas por esse acontecimento permanentemente. Um terceiro homem vem do futuro para investigar o ocorrido e provar que a culpa é da sociedade e seus mecanismos de repressão.

## Elenco
- Marquim da Tropa
- Dilmar Durães
- Gleide Firmino
- Dj Jamaika
- Shockito

## Produção
A história do filme parte de um acontecimento real de repressão policial ocorrido em 1986, durante um baile na região administrativa de Ceilândia, em Brasília. O roteiro e a produção também são de Adirley Queirós e a direção de fotografia fica a cargo de Leonardo Feliciano.

## Lançamento
O filme teve sua première no tradicional Festival de Brasília, cidade onde filme é produzido, em setembro de 2014. Em seguida, partiu para exibição internacionais em outros festivais. Em 20 de outubro de 2014, foi exibido no Festival Doclisboa, em Portugal. Ainda em outubro de 2014 esteve no Festival Internacional de Cinema de Vienna, na Áustria e em novembro participou do Festival Internacional de Cinema de Mar Del Plata, na Argentina. A partir de 19 de março de 2015, foi lançado no circuito de cinemas do Brasil pela Vitrine Filmes.
Em 17 de abril de 2015, o filme foi selecionado para participar do Art of the Real, festival de cinema nos Estados Unidos. Quatro anos depois, em outubro de 2019, participou do North Carolina Latin American Film Festival, também nos Estados Unidos. O filme também entrou para o catálogo do streaming da Netflix.

## Recepção

### Crítica
Branco Sai, Preto Fica teve uma recpção surpreendentemente positiva por parte dos críticos. No site agregador de resenhas AdoroCinema, o filme possui uma média de 4,1 de 5 estrelas com base em 15 resenhas críticas.
Diego Benevides, em sua crítica ao site Cinema com Rapadura, escreveu: "[...] o longa de Adirley Queirós traz certo frescor para a cinematografia contemporânea. Não por uma inventividade natural ao abordar a violência e o preconceito, mas por se posicionar de uma forma bastante peculiar."  Da Folha de S.Paulo, Inácio Araújo destacou: "[Branco Sai, Preto Fica] tem elementos de documentário, musical pop, ficção científica e ficção pura e simples. Dessa mistura sai um potente documento sobre o encontro entre nosso "apartheid" e a democracia racial à brasileira. Tem alguns problemas, irrelevantes, porém, em face daquilo que chega."
Marcelo Hessel, do site Omelete, disse: "Nessa procura por uma fabulação que represente a gente sem corpo e sem voz, por mais amadora e inconsequente que seja, como num bom exemplar de cinema marginal, "Branco Sai Preto Fica" encontra uma forma absolutamente brasileira de expurgar rancores e convocar ao movimento." Já Emmanuela Oliveira, para o site Almanaque Virtual, escreveu: "[...] é curioso que o filme repreenda o profundo esquema de divisão social sendo que ele mesmo, em seu prejudicial hermetismo, continue privilegiando um padrão de exclusão. É cinema de uma minoria que não se importa em conquistar o outro pela acessibilidade do discurso."

## Prêmios e indicações
| Ano  | Associações                                            | Categoria                           | Recipiente(s)          | Resultado |
| ---- | ------------------------------------------------------ | ----------------------------------- | ---------------------- | --------- |
| 2014 | Festival de Cinema de Brasília                         | Melhor Filme                        | Branco Sai, Preto Fica | Venceu    |
| 2014 | Festival de Cinema de Brasília                         | Melhor Filme (Prêmio ABRACCINE)     | Branco Sai, Preto Fica | Venceu    |
| 2014 | Festival de Cinema de Brasília                         | Melhor Ator                         | Marquim do Tropa       | Venceu    |
| 2014 | Festival de Cinema de Brasília                         | Melhor Direção de Arte e Cenografia | Denise Vieira          | Venceu    |
| 2014 | Festival de Cinema de Brasília                         | Prêmio Canal Brasil                 | Adirley Queirós        | Venceu    |
| 2014 | Mar del Plata Film Festival                            | Melhor Filme Latino Americano       | Adirley Queirós        | Venceu    |
| 2014 | Hamburg Film Festival                                  | Prêmio Talento Jovem                | Adirley Queirós        | Indicado  |
| 2014 | Olhar de Cinema - Curitiba International Film Festival | Prêmio Especial do Júri             | Adirley Queirós        | Venceu    |
| 2014 | Olhar de Cinema - Curitiba International Film Festival | Melhor Filme (Olhares Brasil)       | Branco Sai, Preto Fica | Venceu    |
| 2014 | Olhar de Cinema - Curitiba International Film Festival | Melhor Filme (Troféu Olhar)         | Branco Sai, Preto Fica | Indicado  |
| 2014 | Festival de Cinema de Vitória                          | Melhor Roteiro                      | Adirley Queirós        | Venceu    |
| 2014 | Torino Film Festival                                   | Melhor Documentário Internacional   | Branco Sai, Preto Fica | Indicado  |
| 2014 | Festival de Cinema da Fronteira                        | Melhor Filme Internacional          | Branco Sai, Preto Fica | Venceu    |
| 2014 | Doclisboa International Film Festival                  | Melhor Filme Internacional          | Branco Sai, Preto Fica | Indicado  |
| 2015 | Festival Internacional de Cinema de Cartagena          | Premio Especial del Jurado          | Branco Sai, Preto Fica | Venceu    |
| 2015 | Festival Internacional de Cinema de Cartagena          | Prêmio FIPRESCI                     | Adirley Queirós        | Venceu    |
| 2015 | Nuremberg International Human Rights Film Festival     | Melhor Filme Internacional          | Branco Sai, Preto Fica | Indicado  |
| 2016 | Grande Prêmio do Cinema Brasileiro                     | Melhor Roteiro Original             | Adirley Queirós        | Indicado  |
| 2016 | Prêmio Guarani                                         | Melhor Filme                        | Branco Sai, Preto Fica | Indicado  |
| 2016 | Prêmio Guarani                                         | Melhor Diretor                      | Adirley Queirós        | Indicado  |
| 2016 | Prêmio Guarani                                         | Melhor Roteiro Original             | Adirley Queirós        | Indicado  |
| 2016 | Prêmio Guarani                                         | Melhor Montagem                     | Guile Martins          | Indicado  |
| 2016 | Prêmio Guarani                                         | Melhor Trilha Sonora                | Marquim do Tropa       | Indicado  |
| 2016 | Prêmio Guarani                                         | Melhor Som                          | Adirley Queirós        | Indicado  |